# Китай на літніх Олімпійських іграх 2012
Китайську Народну Республіку на літніх Олімпійських іграх 2012 представляли 386 спортсменів у 23 видах спорту.

## Нагороди

### Захист чемпіонства
| Спортсмен    | Вид спорту     | Дисциліна                                    | Роки       |
| ------------ | -------------- | -------------------------------------------- | ---------- |
| Лінь Дань    | Бадмінтон      | Чоловіки, одиночний розряд                   | 2008       |
| У Мінься     | Стрибки у воду | Жінки, синхронні стрибки з 3 м трампліна     | 2004, 2008 |
| Чень Жолінь  | Стрибки у воду | Жінки, стрибки з вишки, 10 м                 | 2008       |
| Цінь Кай     | Стрибки у воду | Чоловіки, синхронні стрибки з трампліна, 3 м | 2008       |
| Цзоу Кай     | Гімнастика     | Чоловіки, вільні вправи                      | 2008       |
| Цзоу Кай     | Гімнастика     | Чоловіки, командна першість                  | 2008       |
| Чень Ібін    | Гімнастика     | Чоловіки, командна першість                  | 2008       |
| Го Веньцзюнь | Стрільба       | Жінки, пневматичний пістолет, 10 м           | 2008       |

### В хронологічному порядку
| Медаль | Спортсмен                                                                                    | Вид спорту            | Дисциліна                                    | Дата      |
| ------ | -------------------------------------------------------------------------------------------- | --------------------- | -------------------------------------------- | --------- |
| Золото | І Силін                                                                                      | Стрільба              | Жінки, пневматична гвинтівка, 10 м           | 28 липня  |
| Золото | Ван Мінцзюань                                                                                | Важка атлетика        | Жінки, до 48 кг                              | 28 липня  |
| Золото | Є Шівень                                                                                     | Плавання              | Жінки, 400 м комплексним плаванням           | 28 липня  |
| Золото | Сунь Ян                                                                                      | Плавання              | Чоловіки, 400 м вільним стилем               | 28 липня  |
| Золото | Го Веньцзюнь                                                                                 | Стрільба              | Жінки, пневматичний пістолет, 10 м           | 29 липня  |
| Золото | У Мінься Хе Цзи                                                                              | Стрибки у воду        | Жінки, синхронні стрибки з трампліну, 3 м    | 29 липня  |
| Золото | Цао Юань Чжан Яньцюань                                                                       | Стрибки у воду        | Чоловіки, вишка, 10 м                        | 30 липня  |
| Золото | Лі Сюеїн                                                                                     | Важка атлетика        | Жінки, до 58 кг                              | 30 липня  |
| Золото | Чень Ібін Фен Чже Го Вейян Чжан Ченлун Цзоу Кай                                              | Гімнастика            | Чоловіки, командна першість                  | 30 липня  |
| Золото | Ван Хао Чень Жолінь                                                                          | Стрибки у воду        | Жінки, вишка, 10 м                           | 31 липня  |
| Золото | Лей Шен                                                                                      | Фехтування            | Чоловіки, індивідуальна рапіра               | 31 липня  |
| Золото | Є Шівень                                                                                     | Плавання              | Жінки, 200 м комплексним плаванням           | 31 липня  |
| Золото | Лінь Цінфен                                                                                  | Важка атлетика        | Чоловіки, до 69 кг                           | 31 липня  |
| Золото | Ло Юйтун Цінь Кай                                                                            | Стрибки у воду        | Чоловіки, синхронні стрибки з трампліну, 3 м | 1 серпня  |
| Золото | Лі Сяося                                                                                     | Настільний теніс      | Жінки, індивідуально                         | 1 серпня  |
| Золото | Люй Сяоцзюнь                                                                                 | Важка атлетика        | Чоловіки, до 77 кг                           | 1 серпня  |
| Золото | Цзяо Люян                                                                                    | Плавання              | Жінки, 200 м батерфляй                       | 1 серпня  |
| Золото | Чжан Цзіке                                                                                   | Настільний теніс      | Чоловіки, індивідуально                      | 2 серпня  |
| Золото | Дун Дун                                                                                      | Гімнастика            | Чоловіки, стрибки на батуті                  | 3 серпня  |
| Золото | Чжан Нань Чжао Юньлей                                                                        | Бадмінтон             | Змішаний розряд                              | 3 серпня  |
| Золото | Лі Сюежуй                                                                                    | Бадмінтон             | Жінки, одиночний розряд                      | 4 серпня  |
| Золото | Тянь Цін Чжао Юньлей                                                                         | Бадмінтон             | Жінки, парний розряд                         | 4 серпня  |
| Золото | Чень Дін                                                                                     | Легка атлетика        | Чоловіки, спортивна ходьба 20 км             | 4 серпня  |
| Золото | Сунь Ян                                                                                      | Плавання              | Чоловіки, 1500 м вільним стилем              | 4 серпня  |
| Золото | Лі На Ло Сяоцзюань Сунь Юйцзє Сюй Аньці                                                      | Фехтування            | Жінки, командна шпага                        | 4 серпня  |
| Золото | Лінь Дань                                                                                    | Бадмінтон             | Чоловіки, одиночний розряд                   | 5 серпня  |
| Золото | Цзоу Кай                                                                                     | Гімнастика            | Чоловіки, вільні вправи                      | 5 серпня  |
| Золото | Цай Юнь Фу Хайфен                                                                            | Бадмінтон             | Чоловіки, парний розряд                      | 5 серпня  |
| Золото | Чжоу Лулу                                                                                    | Важка атлетика        | Жінки, +75 кг                                | 5 серпня  |
| Золото | У Мінься                                                                                     | Стрибки у воду        | Жінки, стрибки з трампліну, 3 м              | 5 серпня  |
| Золото | Сюй Ліцзя                                                                                    | Вітрильний спорт      | Жінки, Laser Radial class                    | 6 серпня  |
| Золото | Фен Чже                                                                                      | Гімнастика            | Чоловіки, вправи на паралельних брусах       | 7 серпня  |
| Золото | Ден Ліньлінь                                                                                 | Гімнастика            | Жінки, вправи на колоді                      | 7 серпня  |
| Золото | Дін Нін Го Юе Лі Сяося                                                                       | Настільний теніс      | Жінки, командний розряд                      | 7 серпня  |
| Золото | Ван Хао Чжан Цзіке Ма Лун                                                                    | Настільний теніс      | Чоловіки, командний розряд                   | 8 серпня  |
| Золото | У Цзін'юй                                                                                    | Тхеквондо             | Жінки, до 49 кг                              | 8 серпня  |
| Золото | Чень Жолінь                                                                                  | Стрибки у воду        | Жінки, стрибки з вишки, 10 м                 | 9 серпня  |
| Золото | Цзоу Шимін                                                                                   | Бокс                  | Чоловіки, до 48 кг                           | 11 серпня |
| Срібло | Вей Нін                                                                                      | Стрільба              | Жінки, стрільба по тарілкам                  | 29 липня  |
| Срібло | Фан Юйтін Чен Мін Сюй Цзін                                                                   | Стрільба з лука       | Жінки, командна першість                     | 29 липня  |
| Срібло | Лу Ін                                                                                        | Плавання              | Жінки, 100 м батерфляй                       | 29 липня  |
| Срібло | У Цзінбяо                                                                                    | Важка атлетика        | Чоловіки, до 56 кг                           | 29 липня  |
| Срібло | Сунь Ян                                                                                      | Плавання              | Чоловіки, 200 м вільним стилем               | 30 липня  |
| Срібло | Сюй Лілі                                                                                     | Дзюдо                 | Жінки, 63 кг                                 | 31 липня  |
| Срібло | Чень Ін                                                                                      | Стрільба              | Жінки, 25 м пістолет                         | 1 серпня  |
| Срібло | Дін Нін                                                                                      | Настільний теніс      | Жінки, індивідуально                         | 1 серпня  |
| Срібло | Лу Хаоцзє                                                                                    | Важка атлетика        | Чоловіки, до 77 кг                           | 1 серпня  |
| Срібло | Гун Цзіньцзє Го Шуан                                                                         | Велоспорт             | Жінки, командний спринт                      | 2 серпня  |
| Срібло | Ван Хао                                                                                      | Настільний теніс      | Чоловіки, індивідуально                      | 2 серпня  |
| Срібло | Сюй Чень Ма Цзінь                                                                            | Бадмінтон             | Змішаний розряд                              | 3 серпня  |
| Срібло | Го Шуан                                                                                      | Велоспорт             | Жінки, кейрін                                | 3 серпня  |
| Срібло | Хуан Вень'і Сюй Дунсян                                                                       | Академічне веслування | Жінки, двійка парна, легка вага              | 4 серпня  |
| Срібло | Ван Іхань                                                                                    | Бадмінтон             | Жінки, одиночний розряд                      | 4 серпня  |
| Срібло | Хуан Шаньшань                                                                                | Гімнастика            | Жінки, стрибки на батуті                     | 4 серпня  |
| Срібло | Хе Цзи                                                                                       | Стрибки у воду        | Жінки, стрибки з трампліну, 3 м              | 5 серпня  |
| Срібло | Чень Ібін                                                                                    | Гімнастика            | Чоловіки, вправи на кільцях                  | 6 серпня  |
| Срібло | Хе Кесінь                                                                                    | Гімнастика            | Жінки, вправи на різновисоких брусах         | 6 серпня  |
| Срібло | Ґун Ліцзяо                                                                                   | Легка атлетика        | Жінки, штовхання ядра                        | 6 серпня  |
| Срібло | Суй Лу                                                                                       | Гімнастика            | Жінки, вправи на колоді                      | 7 серпня  |
| Срібло | Цінь Кай                                                                                     | Стрибки у воду        | Чоловіки, стрибки з трампліну, 3 м           | 7 серпня  |
| Срібло | Цзін Жуйсюе                                                                                  | Боротьба              | Жінки, вільна боротьба 63 kg                 | 8 серпня  |
| Срібло | Жень Цаньцань                                                                                | Бокс                  | Жінки, до 51 кг                              | 9 серпня  |
| Срібло | Хоу Юйчжо                                                                                    | Тхеквондо             | Жінки, до 57 кг                              | 9 серпня  |
| Срібло | Чан Си Чень Сяоцзюнь Хуан Сюечень Цзян Тінтін Цзян Веньвень Лю Оу Ло Сі Сунь Веньянь У Івень | Синхронне плавання    | Жінки, командні                              | 10 серпня |
| Срібло | Цю Бо                                                                                        | Стрибки у воду        | Чоловіки, вишка, 10 м                        | 11 серпня |
| Срібло | Цао Чжунжун                                                                                  | Сучасне п'ятиборство  | Чоловіки                                     | 11 серпня |
| Бронза | Лі Сюаньсюй                                                                                  | Плавання              | Жінки, 400 м комплексним плаванням           | 28 липня  |
| Бронза | Юй Дань                                                                                      | Стрільба              | Жінки, пневматична гвинтівка, 10 м           | 28 липня  |
| Бронза | Сунь Юйцзє                                                                                   | Фехтування            | Жінки, індивідуальна шпага                   | 30 липня  |
| Бронза | Хао Юнь Лі Юньці Цзян Хайці Сунь Ян                                                          | Плавання              | Чоловіки, естафета 4 x 200 м вільним стилем  | 31 липня  |
| Бронза | Тан І                                                                                        | Плавання              | Жінки, 100 м вільним стилем                  | 2 серпня  |
| Бронза | Дін Фен                                                                                      | Стрільба              | Чоловіки, швидкісний пістолет, 25 м          | 3 серпня  |
| Бронза | Лу Чуньлун                                                                                   | Гімнастика            | Чоловіки, стрибки на батуті                  | 3 серпня  |
| Бронза | Дай Сяосян                                                                                   | Стрільба з лука       | Чоловіки, індивідуальна першість             | 3 серпня  |
| Бронза | Тун Вень                                                                                     | Дзюдо                 | Жінки, +78 кг                                | 3 серпня  |
| Бронза | Хе Веньна                                                                                    | Гімнастика            | Жінки, стрибки на батуті                     | 4 серпня  |
| Бронза | Ван Чжень                                                                                    | Легка атлетика        | Чоловіки, спортивна ходьба 20 км             | 4 серпня  |
| Бронза | Лі Яньфен                                                                                    | Легка атлетика        | Жінки, метання диска                         | 4 серпня  |
| Бронза | Чень Лун                                                                                     | Бадмінтон             | Чоловіки, одиночний розряд                   | 5 серпня  |
| Бронза | Ван Чживей                                                                                   | Стрільба              | Чоловіки, пістолет, 50 м                     | 5 серпня  |
| Бронза | Цзоу Кай                                                                                     | Гімнастика            | Чоловіки, вправи на перекладині              | 7 серпня  |
| Бронза | Хуан Сюечень Лю Оу                                                                           | Синхронне плавання    | Жінки, дует                                  | 7 серпня  |
| Бронза | Го Шуан                                                                                      | Велоспорт             | Жінки, індивідуальний спринт                 | 7 серпня  |
| Бронза | Хе Чун                                                                                       | Стрибки у воду        | Чоловіки, стрибки з трампліну, 3 м           | 7 серпня  |
| Бронза | Лі Цзіньцзи                                                                                  | Бокс                  | Жінки, до 75 кг                              | 8 серпня  |
| Бронза | Си Тяньфен                                                                                   | Легка атлетика        | Чоловіки, спортивна ходьба 50 км             | 11 серпня |
| Бронза | Цєян Шеньцзє                                                                                 | Легка атлетика        | Жінки, спортивна ходьба 20 км                | 11 серпня |
| Бронза | Лю Сяобо                                                                                     | Тхеквондо             | Чоловіки, понад 80 кг                        | 11 серпня |